# Lucio del Valle
Lucio del Valle y Arana (Madrid, 2 de març de 1815 – 17 de juliol de 1874), va ser un enginyer de camins i arquitecte del segle xix.
Va projectar i dirigir importants obres públiques com la Carretera Madrid-València; l'abastament d'aigües a Madrid (Canal d'Isabel II); la gran reforma de la Puerta del Sol (Ensanche de la Puerta del Sol), o els fars metàl·lics del Delta de l'Ebre que van entrar en servei l'l de novembre de 1864.
Tota la seua carrera professional la va fer per a l'Estat. Ocupà el càrrec de Director de l'Escola de Ingenieros de Caminos.
A la Universitat de València realitzen una exposició sobre la seva obra del 7 de desembre de 2015 al 21 de febrer de 2016. En 1859 fou escollit acadèmic de la Reial Acadèmia de Ciències Exactes, Físiques i Naturals i en 1861 hi va ingressar amb el discurs Influencia de las Ciencias Exactas y Naturales en las Artes de la Construcción y más particularmente en aquéllas en que figura el hierro como principal elemento de trabajo.

## Els fars del Delta de l'Ebre

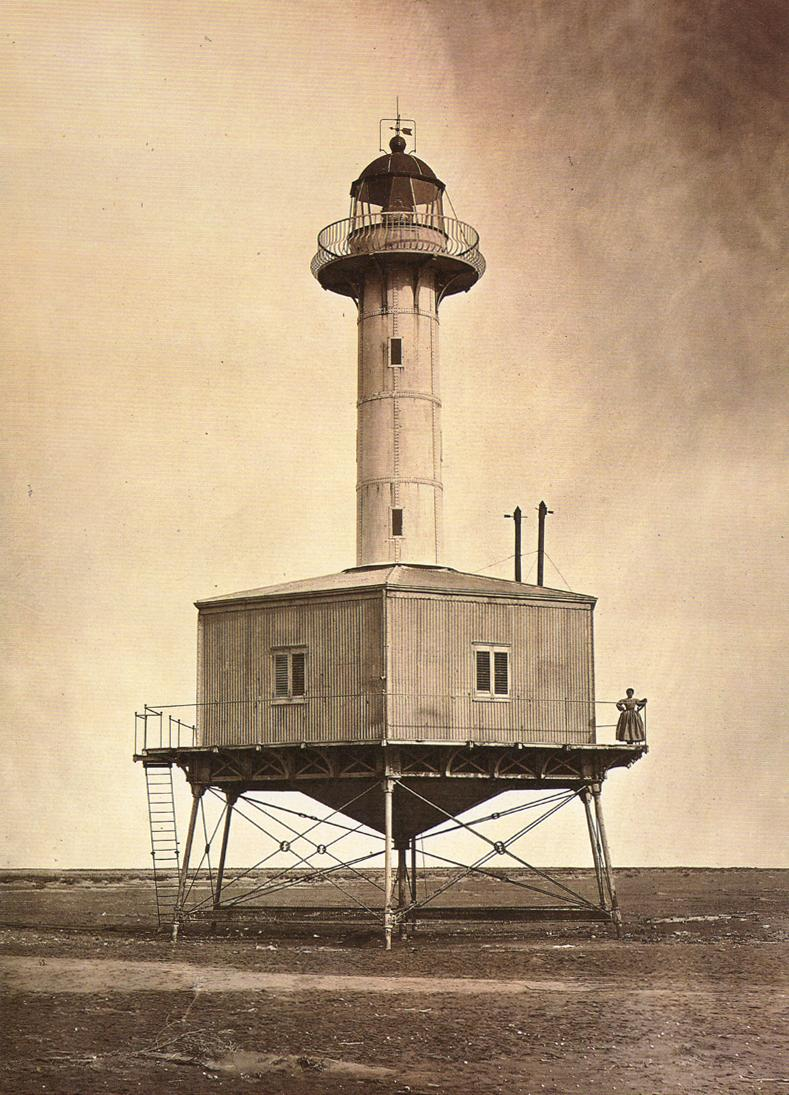
Delta de l'Ebre (Sant Carles de la Ràpita) – J. Martínez Sánchez i J. Laurent; Far metàl·lic de la Banya (1867).

Entre les seves obres més representatives s'han de recordar els tres fars metàl·lics del Delta de l'Ebre: el Far de Buda, el Far del Fangar i el Far de la Banya. Els dos primers van construir-se al litoral del per llavors terme municipal de Tortosa i el darrer al terme de Sant Carles de la Ràpita. El Far de Buda amb els seus 50 metres d'alçada, va convertir-se en el més alt del món en el seu gènere. L'l de novembre de 1864 van entrar tots tres en servei.
Els fars metàl·lics de la costa de l'Ebre van ser adjudicats a John Henderson Porter (1824-1895) de Birmingham (Anglaterra). Des de l'estiu de 1990 el Far de la Banya, reconstruït al Port de Tarragona, va tornar a entrar en funcionament.